# 小行星19678
小行星19678（19678 Belczyk）是一颗绕太阳运转的小行星，为主小行星带小行星。该小行星于1999年9月9日发现。

## 轨道参数
小行星19678的轨道半长轴为2.8884916 UA，离心率为0.014。